# アルバロ・メヒア
アルバロ・メヒア・ペレス（Álvaro Mejía Pérez, 1982年1月18日 - ）は、スペイン・マドリード出身の元サッカー選手。現役時代のポジションはDF（センターバック）。

## 経歴

### レアル・マドリード
1993年にラス・ロサスCFに入団し、1998年にレアル・マドリードの下部組織に引き抜かれた。フニオルCチームでプレーし、1999年にはフニオルB、2000年にはフニオルAに昇格した。2001年夏にレアル・マドリードCに昇格し、2002年にはレアル・マドリードBに昇格した。2004年1月21日、ホームで行われたビジャレアルCF戦(2-1)でトップチームデビューし、その試合にフル出場した。3月3日にはUEFAチャンピオンズリーグ決勝トーナメント1回戦のバイエルン・ミュンヘン戦(1-0)に出場し、フル出場して無失点に抑えた。2003-04シーズン終了後には契約を2010年まで延長した。
2004-05シーズンは5試合の出場にとどまり、2005-06シーズンもヴァンデルレイ・ルシェンブルゴ監督政権下ではイバン・エルゲラがレギュラーであったが、フアン・ラモン・ロペス・カロ監督が就任するとレギュラーに昇格し、17試合に出場した。2005年10月29日のレアル・ベティス戦(2-0)では、途中出場してすぐにレアル・マドリード在籍期間中唯一の得点を挙げた。2006年夏にはファビオ・カンナヴァーロが加入したため、レギュラー選手が出場停止などの際にしか起用されず、2006-07シーズンは429分の出場にとどまった。

### レアル・ムルシア
2007年7月、プリメーラ・ディビシオンに昇格したばかりのレアル・ムルシアと4年契約を結び、2007-08シーズン開幕戦のレアル・サラゴサ戦(2-1)でデビューして初得点も決めた。同シーズンのほとんどの期間をレギュラーとして過ごしたが、選手人生で初の降格を経験した。その後もレアル・ムルシアでプレーしたが、2008-09シーズンは14位、2009-10シーズンは20位に終わり、2009-10シーズン終了後にセグンダ・ディビシオンB（3部）に降格した。

### ACアルル・アヴィニョン
2010年7月30日、フランス・リーグ・アンに昇格したばかりのACアルル・アヴィニョンと1年契約を結んだ。レアル・マドリードでもチームメイトだったフランシスコ・パボンなどとセンターバックのコンビを組み、12試合に出場した。

### コンヤスポル
2011年1月、ACアルル・アヴィニョンとの契約を解除し、トルコ・シュペルリガのコンヤスポルと契約した。

### UDアルメリア
2012年7月13日、UDアルメリアに1年契約で移籍した。

## タイトル
- レアル・マドリード

リーガ・エスパニョーラ: 2006–07
スーペルコパ・デ・エスパーニャ: 2003